# Dịch hạch (tiểu thuyết)
Dịch hạch (tiếng Pháp: La peste) là một cuốn tiểu thuyết nổi tiếng của Albert Camus xuất bản năm 1947. Một vài nhân vật của Dịch hạch đã xuất hiện trong cuốn sổ tay của Camus viết ở Alger năm 1938. Nhưng hơn cả là ở Oran, Algérie từ cuối năm 1940 đến mùa xuân năm 1942, rồi ở Pháp, Camus đã soạn thảo lại cuốn tiểu thuyết của mình.

## Nhân vật

### Nhân vật chính
- Bác sĩ Bernard Rieux: nhân vật trung tâm của Dịch hạch. Ông cùng với bạn bè và đồng nghiệp lao vào cuộc chiến đấu với bệnh dịch để cứu thành phố Oran. Rieux có suy nghĩ đơn giản, rõ ràng nhưng quyết liệt: "nếu không điên thì cũng mù, không mù thì cũng hèn nhát mới cam chịu buông tay trước dịch hạch", "sức lực tôi đến đâu thì tôi bảo vệ họ đến đó...". Những lời nói và hành động của Rieux đã thuyết phục được nhiều người, như nhà báo Rambert hay linh mục Paneloux. Bản thân Rieux, chính trong thời gian dịch hạch vợ ông ốm đau phải đi điều dưỡng và khi bà chết Rieux cũng không được gặp.
- Jean Tarrou: anh là một trí thức xuất thân danh giá, nhưng chán ghét cuộc sống của chính mình. Tarrou giã từ cuộc đời nhung lụa sau một lần chứng kiến cha mình - một chưởng lý - buộc tội hành hình một bị cáo. Anh lưu lạc qua nhiều nước, tham gia vào nhiều cuộc chiến đấu. Tarrou xuất hiện ở Oran một cách bí ẩn, luôn ghi chép những sự kiện của thành phố vào cuốn sổ tay của mình. Là người đáng lẽ đứng ngoài cuộc, nhưng anh đã tình nguyện cùng Rieux chống lại bệnh dịch.
- Raymond Rambert: phóng viên của một tờ báo ở Paris đến Oran điều tra về cuộc sống ở đây. Dịch hạch làm anh kẹt lại thành phố, không thể trở về với người yêu. Ban đầu Rambert luôn cho mình là kẻ ngoài cuộc, anh tìm mọi cách để thoát khỏi Oran. Nhưng chính khi có cơ hội thì anh quyết định ở lại. Những hành động của Rieux và Tarrou đã thuyết phục Rambert.
- Cha Paneloux: ban đầu ông coi bệnh dịch là sự trừng phạt của Chúa, và những con chiên phải yên lòng đón nhận. Nhưng cuối cùng ông đã bị thuyết phục bởi Rieux, và nhất là sau khi chứng kiến cái chết của con trai ngài dự thẩm Othon. Trong buổi cầu kinh thứ hai, cha Paneloux đã kêu gọi: "Hỡi những người anh em, chúng ta phải là những người ở lại." Bản thân ông cũng tự nguyện tham gia vào đội cứu chữa.
- Joseph Grand: một nhân viên ở tòa thị chính. Anh ta có mơ ước trở thành nhà văn, thường sửa đi sửa lại một câu văn của mình. Grand cũng tham gia vào đội tình nguyện.
- Cottard: Một kẻ cơ hội, tìm cách kiếm lợi nhờ dịch hạch.

### Những nhân vật khác
- Brakeley
- Castel
- Bà Rieux
- Ngài dự thẩm Othon và gia đình
- Ông già chuyên nhổ nước bọt xuống lũ mèo
- Asthma
- Gonzalas
- Richard
- Prefect
- Marcel và Louis

## Cốt truyện
Oran là thành phố biển xấu xí của Pháp nằm ở phía Bắc Algerie. Sáng ngày 16 tháng 4 của một năm trong thập niên 1940, bác sĩ Rieux từ trong phòng ra ngoài cầu thang thì đá phải một xác con chuột chết; ngay chiều hôm đó đi về thì gặp một con chuột khác cũng đang giãy chết. Lúc đầu người ta tưởng đó là trò nghịch ngợm của bọn trẻ, nhưng số lượng chuột chết mỗi ngày cứ tăng dần, dân cư thành phố lo sợ. Các bệnh nhân đầu tiên được đưa vào bệnh viện rồi xuất hiện những người chết đầu tiên. Bệnh dịch hạch bắt đầu lan tràn Qua nhiều cuộc tranh cãi, cuối cùng chính quyền công nhận thành phố bị dịch hạch và quyết định đóng cửa thành phố để bệnh khỏi lây lan, gây nên nhiều xáo trộn cuộc sống với nhiều gia đình ly tán. Song dân chúng Oran cũng dần quen với thảm họa sau những hốt hoảng đầu tiên. Nhịp sống dần trở lại bình thường mặc những cảnh chết chóc, đốt xác chết, chôn người chết diễn ra hết sức phổ biến và ghê rợn.
Nổi lên trong tác phẩm là một số nhân vật không nề hà nguy hiểm giúp đỡ bệnh nhân hoặc nghiên cứu điều chế vắc xin trị bệnh. Đó là Grand, một viên chức bình thường ở tòa thị chính; là nhà báo Rambert có người yêu ở Pari nhưng không nỡ rời thành phố chết chóc này để tìm hạnh phúc riêng tư; là cha Panelou, vị linh mục vừa tin bệnh dịch hạch là sự trừng phạt của chúa, vừa mong muốn làm giảm nỗi đau cho con người; là nhà trí thức Tarrou; đặc biệt là bác sĩ Rieux, người làm việc ngày đêm không mệt mỏi để cố tìm cách đẩy lùi bệnh dịch.
Sau nhiều ngày tháng Oran lâm vào cảnh chết chóc tang thương, bệnh dịch hạch dần chững lại và đến 25 tháng giêng bệnh coi như chấm dứt sau khi đã giết chết không biết bao nhiêu sinh mạng.

## Đặc điểm
Tác phẩm được kể ở ngôi thứ ba tuy thi thoảng lóe lên những nội dung cho biết người kể chuyện hoàn toàn không phải đứng ngoài cuộc vì chắc chắn cũng là dân của thành phố Oran. Gần cuối tác phẩm xuất hiện câu: "Chuyện đến đây là kết thúc, đã đến lúc Bernard Rieux thú nhận chính ông là tác giả. Nhưng trước khi thuật lại những sự kiện cuối cùng, ít ra ông cũng muốn biện bạch cho sự can thiệp của mình và để cho mọi người hiểu rằng ông cố ý lấy giọng của một người chứng kiến khách quan". Tác phẩm bỗng như mang một dáng vẻ mới: cùng với nhân vật người kể chuyện đóng hai vai, nghe rõ hai giọng phân biệt hòa vào nhau là giọng của người kể chuyện không tên ít nhiều đồng nhất với nhà văn và giọng của bác sĩ Rieux.
Dịch hạch là cuốn tiểu thuyết nhưng mang dáng dấp ký sự. Bản thân ý nghĩa của khái niệm "dịch hạch" cũng cho thấy tính chất biểu tượng của nó. Tác phẩm ra đời ngay sau đại chiến thế giới thứ 2, nên thảm họa miêu tả trong đó có thể khiến người ta liên tưởng đến chủ nghĩa phát xít, nhưng cũng có thể nó ám chỉ bất cứ hình thức bạo lực nào đang đe dọa cuộc sống loài người và có thể còn đè nặng lên nhân loại trong tương lai. Dù có những con người cố gắng nhập cuộc với tất cả sức lực, con tim và trí óc nhưng cũng không đi đến đâu vì bệnh tự đến và tự lui chưa biết bao giờ lại xuất hiện, điều đó phần nào toát lên tư tưởng bi quan của tác giả.

## Bản dịch tiếng Việt
- Dịch hạch, Hoàng Văn Đức dịch, Nhà xuất bản Thời Mới, 1966.
- Dịch hạch, Võ Văn Dung dịch, Nhà xuất bản Dịch Giả, 1971 (Nhà xuất bản Dân trí, 2020).
- Dịch hạch, Nguyễn Trọng Định dịch, Nhà xuất bản Văn học, 1989